# سيمبواتا (بحيرة)
بحيرة سيمبواتا هي بحيرة صناعية تقع في منطقة ماتالي شمال وسط سريلانكا، تشتهر البحيرة بمياهها الصافية والمناظر الطبيعية المحيطة بها، بما في ذلك الغابات والتلال التي تضفي جمالية فريدة على الموقع.

تعد بحيرة سيمبواتا وجهة سياحية شهيرة في المنطقة، حيث يقصدها الزوار للاستجمام، والتنزه، وركوب القوارب، والتصوير الفوتوغرافي، كما توفر البحيرة بيئة مناسبة لمراقبة الطيور والاستمتاع بالهدوء بعيدًا عن صخب المدن، ما يجعلها من أبرز المعالم الطبيعية في المدينة.